# کوجی یادا
کوجی یادا (انگلیسی: Kōji Yada; ۱۵ آوریل ۱۹۳۳ – ۱ مهٔ ۲۰۱۴) صداپیشه، و بازیگر اهل ژاپن بود.